# Vacanze pericolose
Vacanze pericolose (Perilous Holiday) è un film del 1946 diretto da Edward H. Griffith.
È una commedia drammatica a sfondo poliziesco statunitense con Pat O'Brien, Ruth Warrick, Alan Hale e Edgar Buchanan. È basato sul romanzo seriale Perilous Holiday di Robert Carson pubblicato su Collier's nel 1944.

## Produzione
Il film, diretto da Edward H. Griffith su una sceneggiatura di Roy Chanslor e un soggetto di Robert Carson (autore del romanzo), fu prodotto da Phil L. Ryan pert la Columbia Pictures tramite la Phil L. Ryan Productions e girato dal 4 ottobre al 5 dicembre 1945.

## Distribuzione
Il film fu distribuito con il titolo Perilous Holiday negli Stati Uniti dal 21 marzo 1946 al cinema dalla Columbia Pictures.
Altre distribuzioni:
- in Svezia il 31 marzo 1947 (Farlig semester)
- in Portogallo l'8 gennaio 1949 (Férias Perigosas)
- in Finlandia il 26 maggio 1949 (Vaarallinen loma)
- in Brasile (Dinheiro Perigoso)
- in Grecia (Matomeni rumba)
- in Italia (Vacanze pericolose)

## Critica
Secondo il Morandini il film è "una divertente commedia che miscela con efficacia l'umorismo col brivido".